# 24 Heures du Mans 2017
Navigation
Édition précédente Édition suivante
Les 24 Heures du Mans 2017 sont la 85e édition de l'épreuve, la 3e manche du calendrier du Championnat du monde d'endurance FIA 2017 et se déroulent les samedi 17 et dimanche 18 juin 2017 sur le circuit de la Sarthe.
Porsche, double tenant du titre, remporte l'épreuve pour la 19e fois de son histoire.

## Contexte avant la course
Fin octobre 2016, le constructeur allemand Audi annonce la fin de son engagement en endurance après treize victoires entre 2000 et 2014 afin de concentrer ses ressources sur d'autres disciplines. (On parle aussi des conséquences financières liées aux actions en justice après le scandale de l'affaire Volkswagen).
Toyota ajoute une voiture supplémentaire pour cette édition.
Le revêtement du circuit Bugatti a été refait fin 2016.

## Engagés

### Invités

#### 56estand
Le 11 juin 2015, l'ACO sélectionne le projet du Welter Racing dans le cadre du Garage 56 avec la WR Bio-Méthane qui a pour objectif l'utilisation du biométhane liquide issu du retraitement des déchets pour accompagner les carburants fossiles essence ou gazole - utilisés actuellement.
Cependant en décembre 2016, l'équipe annonce que la voiture ne sera pas au départ car le projet n'a pas réuni suffisamment de partenaires pour pouvoir mener à son terme le projet dans des délais suffisants. Le projet n'est toutefois pas abandonné mais différé, WR souhaite ainsi une participation de la WR Bio-Méthane aux 24 Heures du Mans dans les trois prochaines années.
Si l'on parle de 56e stand, ce sont bien 60 voitures qui s'élancent au départ de la 85e édition des 24 Heures, grâce à la construction de quatre nouveaux stands l'année précédente. 28 des voitures participantes sont engagées en WEC. En LMP2, le nombre de protos engagés est porté à 25, ce qui est un record absolu.

#### Invitations automatiques
| Raison de l'invitation                           | LMP1                 | LMP2                    | LMGTE Pro                  | LMGTE Am            |
| ------------------------------------------------ | -------------------- | ----------------------- | -------------------------- | ------------------- |
| Vainqueur des 24 Heures du Mans 2016             | Porsche Team         | Signatech Alpine Matmut | Ford Chip Ganassi Team USA | Scuderia Corsa      |
| Champions ELMS 2016 (LMP2 et GTE)                |                      | G-Drive Racing          |                            | Aston Martin Racing |
| Second ELMS 2016 (GTE)                           |                      | JMW Motorsport          |                            |                     |
| Champion ELMS 2016 (LMP3)                        | United Autosports    |                         |                            |                     |
| WeatherTech SportsCar Championship               | Keating Motorsports  | Scuderia Corsa          |                            |                     |
| Champions Asian Le Mans Series 2016 (LMP2 et GT) | Algarve Pro Racing   | DH Racing               |                            |                     |
| Champion Asian Le Mans Series (LMP3)             | Tockwith Motorsports |                         |                            |                     |
| Champion Michelin Le Mans Cup 2016 (GT3)         |                      | TF Sport                |                            |                     |

Chaque invitation ne pourra être accordée que si la voiture concernée est engagée en 2017 dans l’un des trois championnats suivants : l'Asian Le Mans Series, l'European Le Mans Series ou l'IMSA WeatherTech SportsCar Championship.

### Liste officielle
- Championnat du monde d'endurance FIA
- European Le Mans Series
- United SportsCar Championship
- Asian Le Mans Series
- Michelin Le Mans Cup

| 1         |  | Porsche LMP Team           | Porsche 919 Hybrid       | M | Neel Jani            | André Lotterer         | Nick Tandy               |
| 2         |  | Porsche LMP Team           | Porsche 919 Hybrid       | M | Timo Bernhard        | Earl Bamber            | Brendon Hartley          |
| 4         |  | ByKolles Racing            | Enso CLM P1/01-Nismo     | D | Oliver Webb          | Dominik Kraihamer      | Marco Bonanomi           |
| 7         |  | Toyota Gazoo Racing        | Toyota TS050 Hybrid      | M | Mike Conway          | Kamui Kobayashi        | Stéphane Sarrazin        |
| 8         |  | Toyota Gazoo Racing        | Toyota TS050 Hybrid      | M | Sébastien Buemi      | Anthony Davidson       | Kazuki Nakajima          |
| 9         |  | Toyota Gazoo Racing        | Toyota TS050 Hybrid      | M | Nicolas Lapierre     | Yuji Kunimoto          | José María López         |
| LMP2      |  |                            |                          |   |                      |                        |                          |
| 13        |  | Vaillante Rebellion        | Oreca 07-Gibson          | D | Nelson Piquet Jr     | Mathias Beche          | David Heinemeier Hansson |
| 17        |  | IDEC Sport Racing          | Ligier JS P217-Gibson    | M | Patrice Lafargue     | Paul Lafargue          | David Zollinger          |
| 21        |  | DragonSpeed                | Oreca 07-Gibson          | D | Henrik Hedman        | Ben Hanley             | Felix Rosenqvist         |
| 22        |  | G-Drive Racing             | Oreca 07-Gibson          | D | Memo Rojas           | Ryō Hirakawa           | José Gutiérrez (en)      |
| 23        |  | Panis-Barthez Compétition  | Ligier JS P217-Gibson    | M | Fabien Barthez       | Timothé Buret          | Nathanaël Berthon        |
| 24        |  | CEFC Manor TRS Racing      | Oreca 07-Gibson          | D | Tor Graves           | Jonathan Hirschi       | Jean-Éric Vergne         |
| 25        |  | CEFC Manor TRS Racing      | Oreca 07-Gibson          | D | Roberto González     | Simon Trummer          | Vitaly Petrov            |
| 26        |  | G-Drive Racing             | Oreca 07-Gibson          | D | Roman Rusinov        | Pierre Thiriet         | Alex Lynn                |
| 27        |  | SMP Racing                 | Dallara P217-Gibson      | D | Mikhaïl Aleshin      | Viktor Shaytar         | Sergey Sirotkin          |
| 28        |  | TDS Racing                 | Oreca 07-Gibson          | D | François Perrodo     | Emmanuel Collard       | Matthieu Vaxiviere       |
| 29        |  | Racing Team Nederland      | Dallara P217-Gibson      | D | Jan Lammers          | Rubens Barrichello     | Frits van Eerd           |
| 31        |  | Vaillante Rebellion        | Oreca 07-Gibson          | D | Nicolas Prost        | Bruno Senna            | Julien Canal             |
| 32        |  | United Autosports          | Ligier JS P217-Gibson    | D | William Owen         | Hugo de Sadeleer       | Filipe Albuquerque       |
| 33        |  | Eurasia Motorsport         | Ligier JS P217-Gibson    | D | Erik Maris           | Jacques Nicolet        | Pierre Nicolet           |
| 34        |  | Tockwith Motorsports       | Ligier JS P217-Gibson    | D | Nigel Moore          | Phil Hanson            | Karun Chandhok           |
| 35        |  | Signatech Alpine Matmut    | Alpine A470-Gibson       | D | Nelson Panciatici    | Pierre Ragues          | André Negrão             |
| 36        |  | Signatech Alpine Matmut    | Alpine A470-Gibson       | D | Romain Dumas         | Gustavo Menezes        | Matthew Rao              |
| 37        |  | Jackie Chan DC Racing      | Oreca 07-Gibson          | D | David Cheng          | Alex Brundle           | Tristan Gommendy         |
| 38        |  | Jackie Chan DC Racing      | Oreca 07-Gibson          | D | Ho-Pin Tung          | Thomas Laurent         | Oliver Jarvis            |
| 39        |  | Graff                      | Oreca 07-Gibson          | D | Enzo Guibbert        | Éric Trouillet (de)    | James Winslow            |
| 40        |  | Graff                      | Oreca 07-Gibson          | D | James Allen          | Franck Matélli (de)    | Richard Bradley          |
| 43        |  | Keating Motorsports        | Riley Mk. 30-Gibson      | D | Ben Keating          | Jeroen Bleekemolen     | Ricky Taylor             |
| 45        |  | Algarve Pro Racing         | Ligier JS P217-Gibson    | D | Mark Patterson       | Vincent Capillaire     | Matthew McMurry          |
| 47        |  | Cetilar Villorba Corse     | Dallara P217-Gibson      | D | Andrea Belicchi      | Roberto Lacorte        | Giorgio Sernagiotto      |
| 49        |  | ARC Bratislava             | Ligier JS P217-Gibson    | M | Miroslav Konôpka     | Konstantīns Calko (en) | Rik Breukers (nl)        |
| LMGTE Pro |  |                            |                          |   |                      |                        |                          |
| 51        |  | AF Corse                   | Ferrari 488 GTE          | M | James Calado         | Alessandro Pier Guidi  | Michele Rugolo           |
| 63        |  | Corvette Racing - GM       | Chevrolet Corvette C7.R  | M | Jan Magnussen        | Antonio Garcia         | Jordan Taylor            |
| 64        |  | Corvette Racing - GM       | Chevrolet Corvette C7.R  | M | Oliver Gavin         | Tommy Milner           | Marcel Fässler           |
| 66        |  | Ford Chip Ganassi Team UK  | Ford GT GTE Ecoboost     | M | Stefan Mücke         | Olivier Pla            | Billy Johnson (en)       |
| 67        |  | Ford Chip Ganassi Team UK  | Ford GT GTE Ecoboost     | M | Andy Priaulx         | Harry Tincknell        | Pipo Derani              |
| 68        |  | Ford Chip Ganassi Team USA | Ford GT GTE Ecoboost     | M | Joey Hand            | Dirk Müller            | Tony Kanaan              |
| 69        |  | Ford Chip Ganassi Team USA | Ford GT GTE Ecoboost     | M | Ryan Briscoe         | Scott Dixon            | Richard Westbrook        |
| 71        |  | AF Corse                   | Ferrari 488 GTE          | M | Sam Bird             | Davide Rigon           | Miguel Molina            |
| 82        |  | Risi Competizione          | Ferrari 488 GTE          | M | Giancarlo Fisichella | Toni Vilander          | Pierre Kaffer            |
| 91        |  | Porsche GT Team            | Porsche 911 RSR (2017)   | M | Richard Lietz        | Frédéric Makowiecki    | Patrick Pilet            |
| 92        |  | Porsche GT Team            | Porsche 911 RSR (2017)   | M | Michael Christensen  | Kévin Estre            | Dirk Werner              |
| 95        |  | Aston Martin Racing        | Aston Martin Vantage GTE | D | Nicki Thiim          | Marco Sørensen         | Richie Stanaway          |
| 97        |  | Aston Martin Racing        | Aston Martin Vantage GTE | D | Darren Turner        | Jonathan Adam          | Daniel Serra             |
| LMGTE Am  |  |                            |                          |   |                      |                        |                          |
| 50        |  | Larbre Compétition         | Chevrolet Corvette C7.R  | M | Romain Brandela      | Christian Philippon    | Fernando Rees            |
| 54        |  | Spirit of Race             | Ferrari 488 GTE          | M | Thomas Flohr         | Francesco Castellacci  | Olivier Beretta          |
| 55        |  | Spirit of Race             | Ferrari 488 GTE          | M | Duncan Cameron       | Aaron Scott            | Marco Cioci              |
| 60        |  | Clearwater Racing          | Ferrari 488 GTE          | M | Álvaro Parente       | Richard Wee            | Hiroki Katoh             |
| 61        |  | Clearwater Racing          | Ferrari 488 GTE          | M | Matthew Griffin      | Weng Sun Mok (de)      | Keita Sawa (de)          |
| 62        |  | Scuderia Corsa             | Ferrari 488 GTE          | M | Cooper MacNeil       | Townsend Bell          | Bill Sweedler (de)       |
| 65        |  | Scuderia Corsa             | Ferrari 488 GTE          | M | Christina Nielsen    | Alessandro Balzan      | Bret Curtis              |
| 77        |  | Dempsey-Proton Racing      | Porsche 911 RSR (2016)   | D | Christian Ried       | Marvin Dienst (de)     | Matteo Cairoli           |
| 83        |  | DH Racing                  | Ferrari 488 GTE          | M | Tracy Krohn          | Niclas Jönsson         | Andrea Bertolini         |
| 84        |  | JMW Motorsport             | Ferrari 488 GTE          | M | Robert Smith         | Will Stevens           | Dries Vanthoor           |
| 86        |  | Gulf Racing UK             | Porsche 911 RSR (2016)   | D | Michael Wainwright   | Ben Barker             | Nick Foster              |
| 88        |  | Proton Competition         | Porsche 911 RSR (2016)   | M | Stéphane Lémeret     | Klaus Bachler          | Khaled Al Qubaisi        |
| 90        |  | TF Sport                   | Aston Martin Vantage GTE | D | Salih Yoluç          | Euan Hankey            | Rob Bell                 |
| 93        |  | Proton Competition         | Porsche 911 RSR (2016)   | D | Patrick Long         | Abdulaziz Al Faisal    | Mike Hedlund (de)        |
| 98        |  | Aston Martin Racing        | Aston Martin Vantage GTE | D | Paul Dalla Lana      | Pedro Lamy             | Mathias Lauda            |
| 99        |  | Beechdean AMR              | Aston Martin Vantage GTE | D | Andrew Howard        | Ross Gunn              | Oliver Bryant            |

### Réservistes
| Réservistes | Réservistes | Réservistes | Réservistes | Réservistes          | Réservistes            | Réservistes | Réservistes     | Réservistes | Réservistes |
| Ordre       | Classe      | No.         | Pays        | Équipe               | Voiture                | Pneu        | Pilote 1        | Pilote 2    | Pilote 3    |
| ----------- | ----------- | ----------- | ----------- | -------------------- | ---------------------- | ----------- | --------------- | ----------- | ----------- |
| 1           | LMGTE Am    | 94          |             | Mentos-Proton Racing | Porsche 911 RSR (2016) | M           | Egidio Perfetti |             |             |

## Pesage

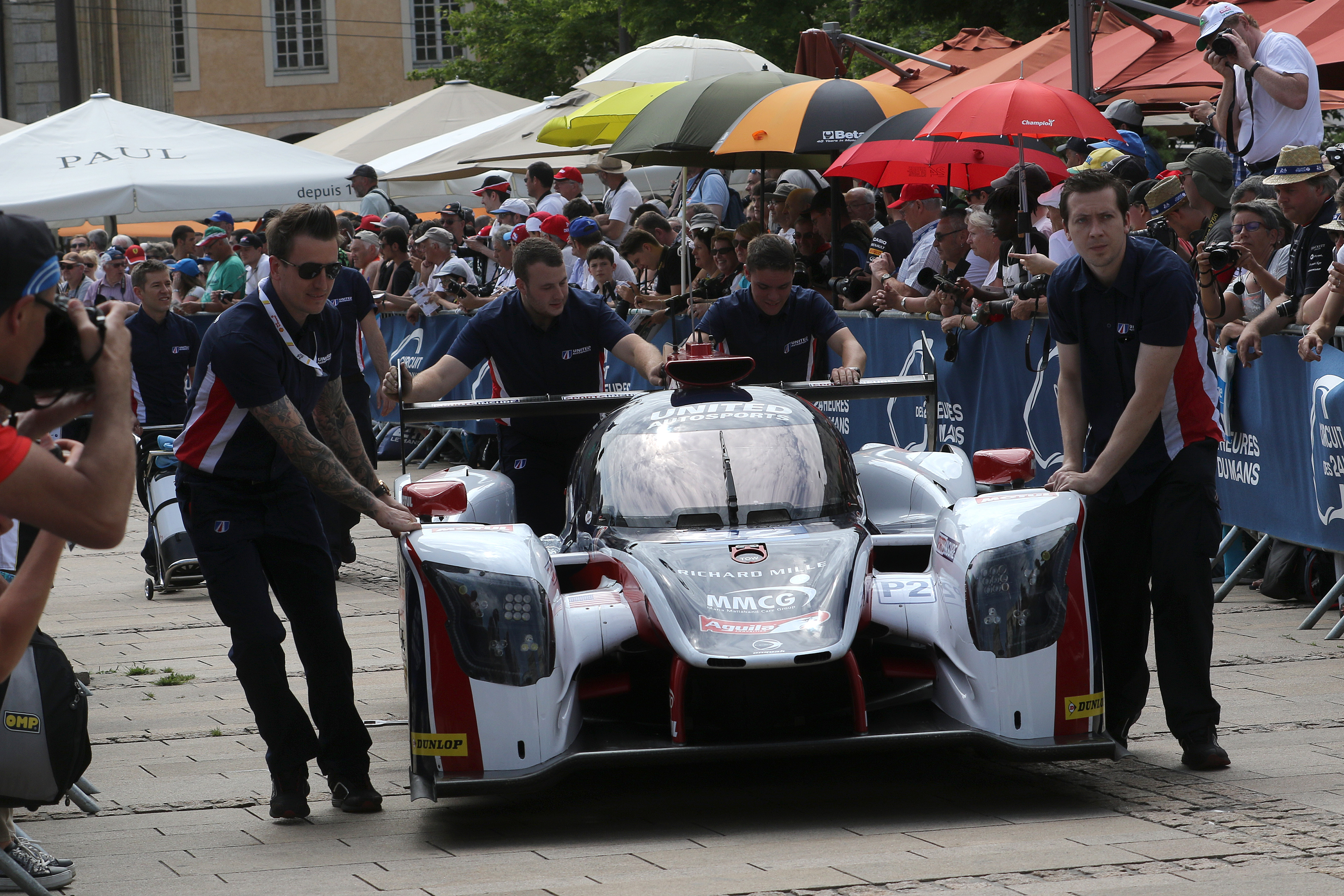
En direction du pesage.

Le pesage s'effectue sur la place de la République les dimanche 11 et lundi 12 juin. Le premier équipage est celui du Graff Racing qui arrive à 14 h 30, le dernier est celui du Risi Competizione le lendemain à 17 h 10. Porsche est présent le dimanche tandis que Toyota est placé le lundi.

## Essais Libres

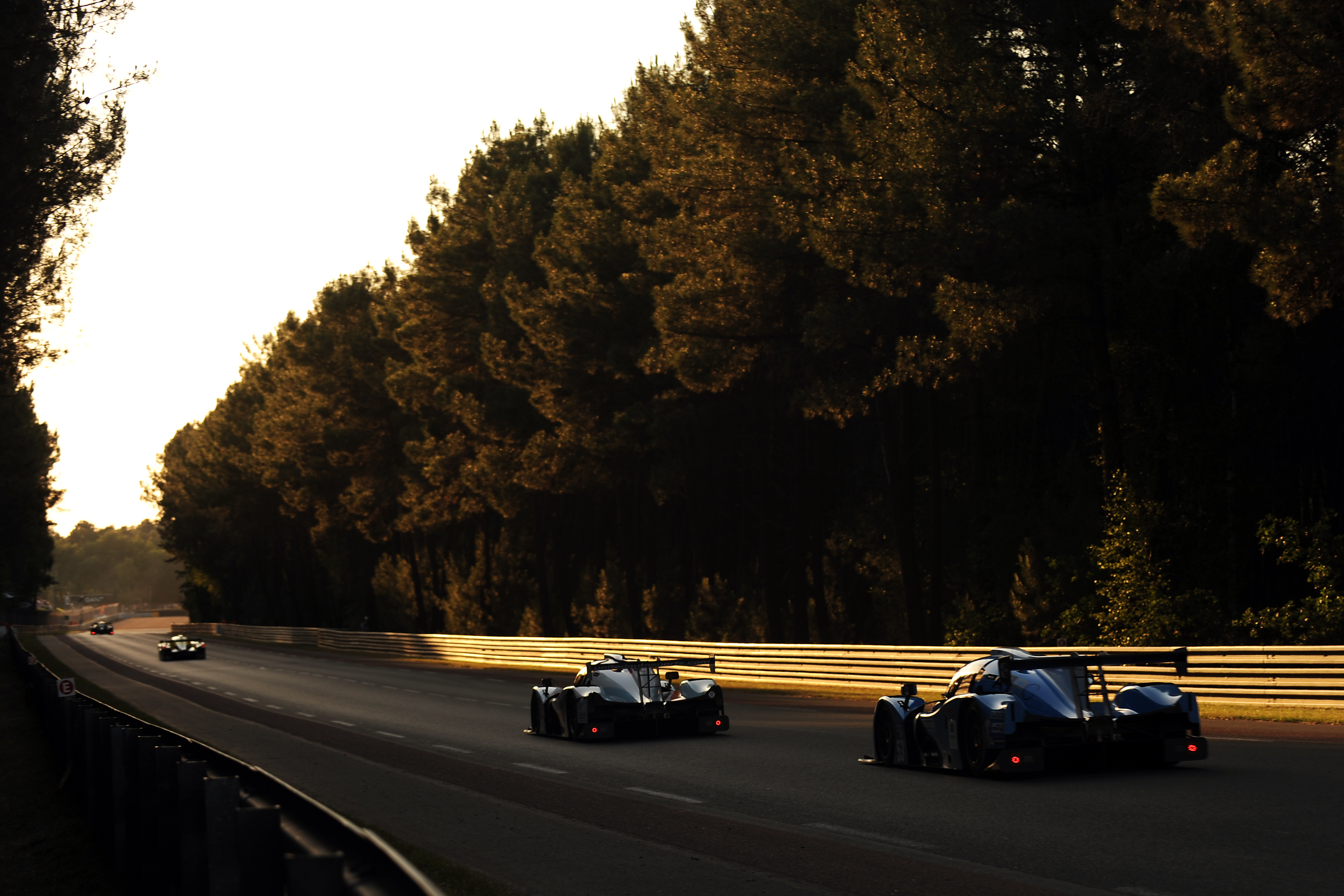
L'endurance retrouve Le Mans et son tracé unique.

Les essais libres ont lieu le mercredi 14 juin de 16 h à 20 h, soit une durée de 4 h. Toyota prend l'ascendant sur Porsche au chronomètre, augurant des qualifications à l'avantage du constructeur nippon.

## Séances de qualifications

### Classement

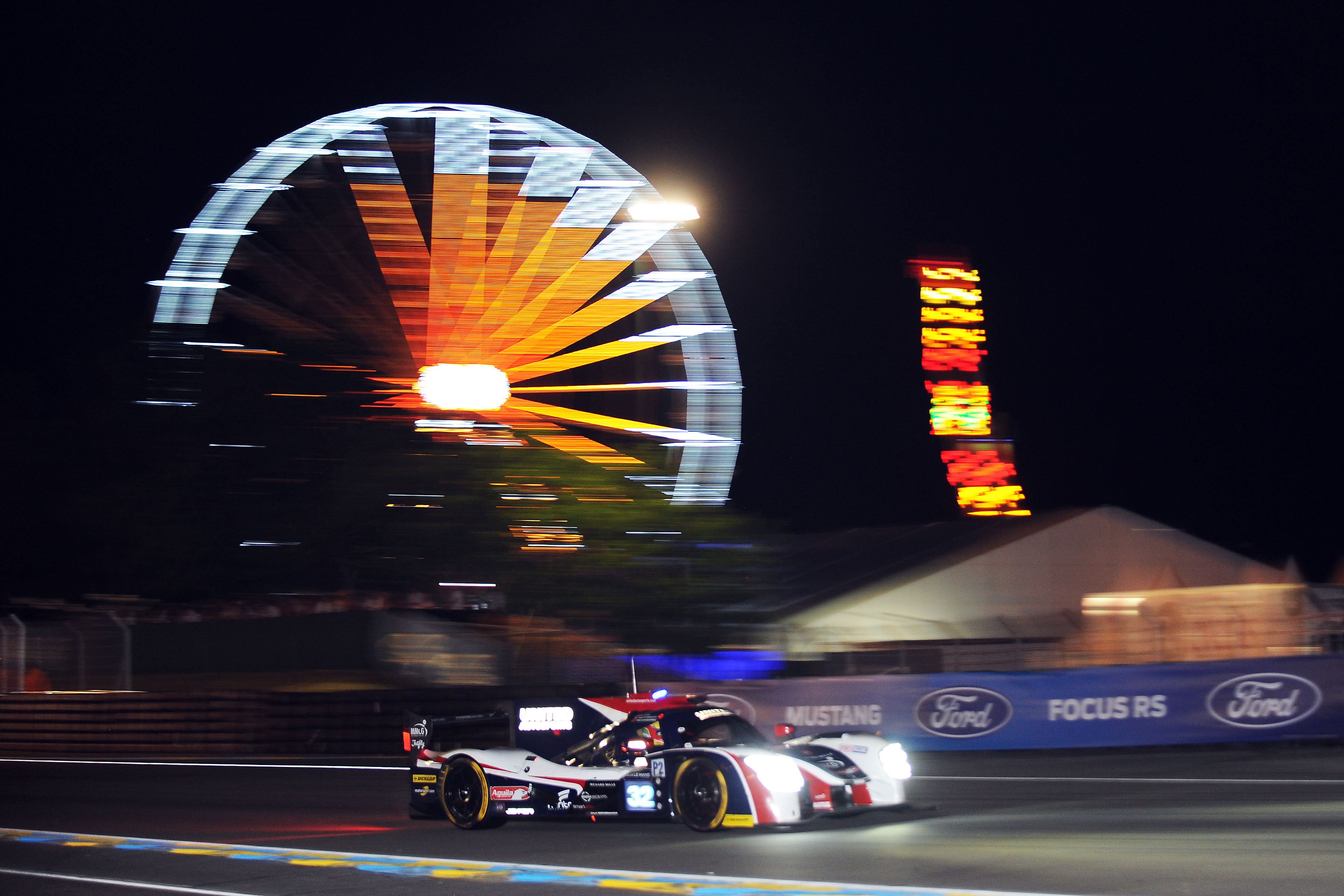
United Autosports lors de la 3e séance qualificative qui se déroule de nuit.

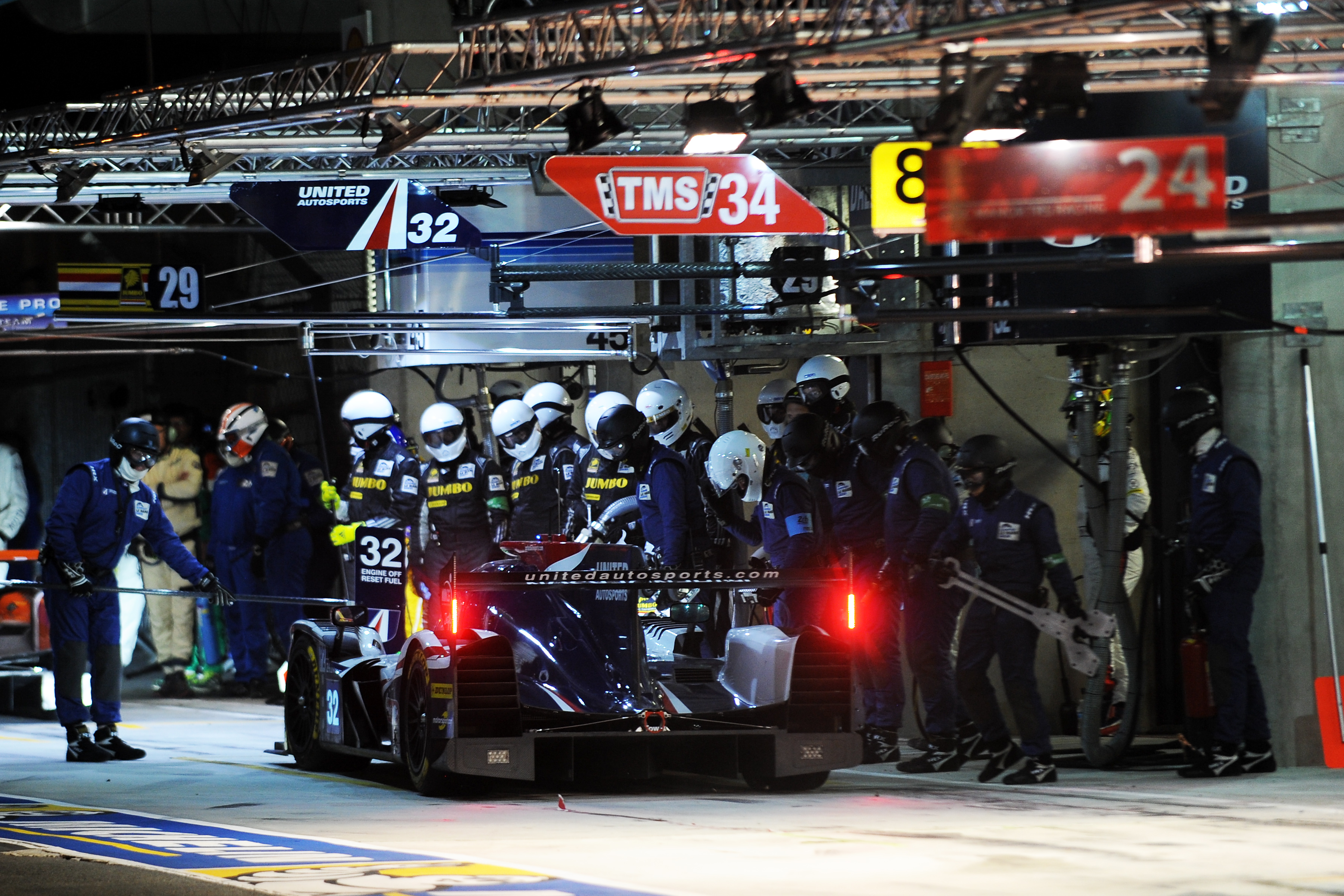
Intense activité aux stands.

Voici le classement officiel au terme des qualifications, ainsi que la grille de départ. Les premiers de chaque catégorie sont signalés en gras. Les meilleurs temps obtenus par chaque équipage sont indiqués par un fond gris.
En plus de la pole, le Japonais Kamui Kobayashi signe lors de la deuxième séance le record du tracé actuel.
| Pos. | Classe    | No. | Équipe                     | Séance 1       | Séance 2       | Séance 3       | Écart     | Grille |
| ---- | --------- | --- | -------------------------- | -------------- | -------------- | -------------- | --------- | ------ |
| 1    | LMP1      | 7   | Toyota Gazoo Racing        | 3 min 18 s 793 | 3 min 14 s 791 | 3 min 19 s 928 |           | 1      |
| 2    | LMP1      | 8   | Toyota Gazoo Racing        | 3 min 19 s 483 | Pas de temps   | 3 min 17 s 128 | +2 s 337  | 2      |
| 3    | LMP1      | 1   | Porsche LMP Team           | 3 min 21 s 165 | 3 min 17 s 259 | 3 min 18 s 210 | +2 s 468  | 3      |
| 4    | LMP1      | 2   | Porsche LMP Team           | 3 min 19 s 710 | 3 min 18 s 067 | 3 min 20 s 154 | +3 s 276  | 4      |
| 5    | LMP1      | 9   | Toyota Gazoo Racing        | 3 min 19 s 958 | 3 min 19 s 889 | 3 min 18 s 625 | +3 s 834  | 5      |
| 6    | LMP1      | 4   | ByKolles Racing            | 3 min 28 s 887 | 3 min 26 s 026 | 3 min 24 s 170 | +9 s 379  | 6      |
| 7    | LMP2      | 26  | G-Drive Racing             | 3 min 31 s 945 | 3 min 28 s 580 | 3 min 25 s 352 | +10 s 561 | 7      |
| 8    | LMP2      | 25  | CEFC Manor TRS Racing      | 3 min 30 s 502 | 3 min 25 s 549 | 3 min 26 s 521 | +10 s 758 | 8      |
| 9    | LMP2      | 38  | Jackie Chan DC Racing      | 3 min 31 s 024 | 3 min 26 s 776 | 3 min 25 s 911 | +11 s 120 | 9      |
| 10   | LMP2      | 31  | Vaillante Rebellion        | 3 min 29 s 851 | 3 min 27 s 564 | 3 min 26 s 736 | +11 s 945 | 10     |
| 11   | LMP2      | 13  | Vaillante Rebellion        | 3 min 31 s 636 | 3 min 27 s 071 | 3 min 26 s 811 | +12 s 020 | 11     |
| 12   | LMP2      | 24  | CEFC Manor TRS Racing      | 3 min 30 s 847 | 3 min 26 s 871 | 3 min 27 s 359 | +12 s 080 | 12     |
| 13   | LMP2      | 28  | TDS Racing                 | 3 min 29 s 333 | 3 min 31 s 085 | 3 min 27 s 108 | +12 s 317 | 13     |
| 14   | LMP2      | 35  | Signatech Alpine Matmut    | 3 min 31 s 439 | 3 min 29 s 328 | 3 min 27 s 517 | +12 s 726 | 14     |
| 15   | LMP2      | 37  | Jackie Chan DC Racing      | 3 min 41 s 393 | 3 min 28 s 432 | 3 min 27 s 535 | +12 s 744 | 15     |
| 16   | LMP2      | 27  | SMP Racing                 | 3 min 34 s 407 | 3 min 30 s 262 | 3 min 27 s 782 | +12 s 991 | 16     |
| 17   | LMP2      | 36  | Signatech Alpine Matmut    | 3 min 31 s 065 | 3 min 28 s 856 | 3 min 28 s 051 | +13 s 260 | 17     |
| 18   | LMP2      | 39  | Graff                      | 3 min 32 s 987 | 3 min 36 s 128 | 3 min 28 s 368 | +13 s 577 | 18     |
| 19   | LMP2      | 40  | Graff                      | 3 min 32 s 477 | 3 min 29 s 396 | 3 min 28 s 891 | +14 s 100 | 19     |
| 20   | LMP2      | 22  | G-Drive Racing             | 3 min 31 s 963 | 3 min 28 s 937 | 3 min 30 s 313 | +14 s 146 | 20     |
| 21   | LMP2      | 32  | United Autosports          | 3 min 34 s 166 | 3 min 30 s 693 | 3 min 29 s 151 | +14 s 360 | 21     |
| 22   | LMP2      | 21  | DragonSpeed                | 3 min 34 s 046 | 3 min 30 s 396 | 3 min 29 s 777 | +14 s 986 | 22     |
| 23   | LMP2      | 29  | Racing Team Nederland      | 3 min 33 s 796 | 3 min 31 s 766 | 3 min 29 s 976 | +15 s 185 | 23     |
| 24   | LMP2      | 47  | Cetilar Villorba Corse     | 3 min 34 s 846 | 3 min 30 s 014 | 3 min 33 s 412 | +15 s 223 | 24     |
| 25   | LMP2      | 45  | Algarve Pro Racing         | 3 min 37 s 814 | 3 min 30 s 164 | 3 min 32 s 425 | +15 s 373 | 25     |
| 26   | LMP2      | 23  | Panis-Barthez Compétition  | 3 min 35 s 559 | 3 min 31 s 346 | 3 min 32 s 888 | +16 s 555 | 26     |
| 27   | LMP2      | 34  | Tockwith Motorsports       | 3 min 41 s 628 | 3 min 33 s 739 | 3 min 32 s 536 | +17 s 745 | 27     |
| 28   | LMP2      | 49  | ARC Bratislava             | 3 min 37 s 226 | 3 min 33 s 921 | Pas de temps   | +19 s 130 | 28     |
| 29   | LMP2      | 17  | IDEC Sport Racing          | 3 min 40 s 162 | 3 min 36 s 362 | 3 min 36 s 230 | +21 s 439 | 29     |
| 30   | LMP2      | 43  | Keating Motorsports        | 3 min 40 s 813 | 3 min 37 s 350 | 3 min 37 s 007 | +22 s 216 | 30     |
| 31   | LMP2      | 33  | Eurasia Motorsport         | 3 min 42 s 660 | 3 min 42 s 916 | Pas de temps   | +27 s 869 | 31     |
| 32   | LMGTE Pro | 97  | Aston Martin Racing        | 3 min 53 s 296 | 3 min 51 s 860 | 3 min 50 s 837 | +36 s 046 | 32     |
| 33   | LMGTE Pro | 51  | AF Corse                   | 3 min 53 s 123 | 3 min 52 s 087 | 3 min 51 s 028 | +36 s 237 | 33     |
| 34   | LMGTE Pro | 95  | Aston Martin Racing        | 3 min 52 s 117 | 3 min 52 s 525 | 3 min 51 s 038 | +36 s 247 | 34     |
| 35   | LMGTE Pro | 71  | AF Corse                   | 3 min 52 s 235 | 3 min 52 s 903 | 3 min 51 s 086 | +36 s 295 | 35     |
| 36   | LMGTE Pro | 69  | Ford Chip Ganassi Team USA | 3 min 55 s 553 | 3 min 52 s 496 | 3 min 51 s 232 | +36 s 441 | 36     |
| 37   | LMGTE Pro | 63  | Corvette Racing - GM       | 3 min 54 s 847 | 3 min 52 s 886 | 3 min 51 s 484 | +36 s 693 | 37     |
| 38   | LMGTE Pro | 92  | Porsche GT Team            | 3 min 54 s 243 | 3 min 52 s 177 | 3 min 51 s 847 | +37 s 056 | 38     |
| 39   | LMGTE Pro | 66  | Ford Chip Ganassi Team UK  | 3 min 55 s 803 | 3 min 52 s 558 | 3 min 51 s 991 | +37 s 200 | 39     |
| 40   | LMGTE Pro | 67  | Ford Chip Ganassi Team UK  | 3 min 54 s 118 | 3 min 53 s 059 | 3 min 52 s 008 | +37 s 217 | 40     |
| 41   | LMGTE Pro | 64  | Corvette Racing - GM       | 3 min 54 s 876 | 3 min 52 s 391 | 3 min 52 s 017 | +37 s 226 | 41     |
| 42   | LMGTE Pro | 82  | Risi Competizione          | Pas de temps   | 3 min 52 s 138 | 3 min 54 s 129 | +37 s 347 | 42     |
| 43   | LMGTE Pro | 68  | Ford Chip Ganassi Team USA | 3 min 55 s 059 | 3 min 52 s 626 | 3 min 52 s 178 | +37 s 387 | 43     |
| 44   | LMGTE Pro | 91  | Porsche GT Team            | 3 min 54 s 564 | 3 min 52 s 593 | 3 min 53 s 807 | +37 s 802 | 44     |
| 45   | LMGTE Am  | 50  | Larbre Compétition         | 3 min 56 s 259 | 3 min 54 s 559 | 3 min 52 s 843 | +38 s 052 | 45     |
| 46   | LMGTE Am  | 98  | Aston Martin Racing        | 3 min 55 s 134 | 3 min 54 s 456 | 3 min 53 s 233 | +38 s 442 | 46     |
| 47   | LMGTE Am  | 62  | Scuderia Corsa             | 3 min 57 s 267 | 3 min 54 s 576 | 3 min 53 s 312 | +38 s 521 | 47     |
| 48   | LMGTE Am  | 77  | Dempsey-Proton Racing      | 3 min 55 s 692 | 3 min 54 s 890 | 3 min 53 s 381 | +38 s 590 | 48     |
| 49   | LMGTE Am  | 55  | Spirit of Race             | 4 min 01 s 098 | 3 min 54 s 941 | 3 min 53 s 641 | +38 s 850 | 49     |
| 50   | LMGTE Am  | 84  | JMW Motorsport             | 3 min 56 s 890 | 3 min 53 s 981 | 3 min 53 s 977 | +39 s 186 | 50     |
| 51   | LMGTE Am  | 83  | DH Racing                  | 3 min 55 s 966 | 3 min 54 s 813 | 3 min 54 s 088 | +39 s 297 | 51     |
| 52   | LMGTE Am  | 90  | TF Sport                   | 3 min 55 s 953 | 3 min 54 s 319 | 3 min 54 s 551 | +39 s 528 | 52     |
| 53   | LMGTE Am  | 99  | Beechdean AMR              | 3 min 57 s 463 | 3 min 55 s 046 | 3 min 54 s 328 | +39 s 537 | 53     |
| 54   | LMGTE Am  | 93  | Proton Competition         | 3 min 58 s 196 | 3 min 54 s 621 | 3 min 59 s 046 | +39 s 830 | 54     |
| 55   | LMGTE Am  | 61  | Clearwater Racing          | 3 min 56 s 333 | 3 min 55 s 995 | 3 min 54 s 955 | +40 s 164 | 55     |
| 56   | LMGTE Am  | 60  | Clearwater Racing          | 3 min 57 s 321 | 4 min 02 s 436 | 3 min 54 s 994 | +40 s 203 | 56     |
| 57   | LMGTE Am  | 88  | Proton Competition         | 3 min 56 s 507 | 3 min 55 s 468 | 4 min 00 s 323 | +40 s 677 | 57     |
| 58   | LMGTE Am  | 54  | Spirit of Race             | 3 min 58 s 904 | 3 min 57 s 005 | 3 min 56 s 301 | +41 s 510 | 58     |
| 59   | LMGTE Am  | 86  | Gulf Racing UK             | 3 min 58 s 427 | Pas de temps   | 3 min 56 s 469 | +41 s 678 | 59     |
| 60   | LMGTE Am  | 65  | Scuderia Corsa             | 3 min 58 s 249 | 3 min 59 s 842 | Pas de temps   | +43 s 458 | 60     |

## Nombre de pilotes qualifiés pour la course
Lors de cette quatre-vingt-cinquième édition des 24 Heures du Mans, 180 pilotes de 33 nationalités sont au départ de l'épreuve. Cette année, la Danoise Christina Nielsen est la seule femme à prendre part à la course.
| 33 Français     | 32 Britanniques | 17 Américains   | 13 Italiens   | 8 Allemands  |
| 8 Brésiliens    | 8 Suisses       | 6 Danois        | 6 Japonais    | 5 Russes     |
| 4 Autrichiens   | 4 Néerlandais   | 4 Néo-Zélandais | 3 Australiens | 3 Mexicains  |
| 3 Portugais     | 3 Suédois       | 2 Belges        | 2 Chinois     | 2 Espagnols  |
| 2 Singapouriens | 1 Argentin      | 1 Canadien      | 1 Émirien     | 1 Finlandais |
| 1 Indien        | 1 Irlandais     | 1 Letton        | 1 Monégasque  | 1 Saoudien   |
| 1 Slovaque      | 1 Thaïlandais   | 1 Turc          |               |              |

## Warm-up
Le warm-up est une séance d’entraînement destinée à vérifier le bon fonctionnement des autos avant la course. Il a lieu le samedi matin, de 9 h à 9 h 45. Toyota arrive en tête de la feuille des temps avec la no 8 et la no 7. Ford fait de même en ce qui concerne les GT.

## Course

### Classements intermédiaires
| Pos. | Après la 1re heure | Après la 1re heure                                                           | Après 6 heures | Après 6 heures                                                               | Après 12 heures | Après 12 heures                                                                | Après 18 heures | Après 18 heures                                                                |
| Pos. | n°                 | Voiture / Pilotes                                                            | n°             | Voiture / Pilotes                                                            | n°              | Voiture / Pilotes                                                              | n°              | Voiture / Pilotes                                                              |
| ---- | ------------------ | ---------------------------------------------------------------------------- | -------------- | ---------------------------------------------------------------------------- | --------------- | ------------------------------------------------------------------------------ | --------------- | ------------------------------------------------------------------------------ |
| 1    | 8                  | Toyota Gazoo Racing Toyota TS050 Hybrid (LMP1) Davidson - Buemi - Nakajima   | 7              | Toyota Gazoo Racing Toyota TS050 Hybrid (LMP1) Sarrazin - Conway - Kobayashi | 1               | Porsche Team Porsche 919 Hybrid (LMP1) Lotterer - Jani - Tandy                 | 1               | Porsche Team Porsche 919 Hybrid (LMP1) Lotterer - Jani - Tandy                 |
| 2    | 7                  | Toyota Gazoo Racing Toyota TS050 Hybrid (LMP1) Sarrazin - Conway - Kobayashi | 1              | Porsche Team Porsche 919 Hybrid (LMP1) Lotterer - Jani - Tandy               | 31              | Vaillante Rebellion Oreca 07-Gibson (LMP2) Prost - Senna - Canal               | 38              | Jackie Chan DC Racing Oreca 07-Gibson (LMP2) Tung - Laurent - Jarvis           |
| 3    | 1                  | Porsche Team Porsche 919 Hybrid (LMP1) Lotterer - Jani - Tandy               | 8              | Toyota Gazoo Racing Toyota TS050 Hybrid (LMP1) Davidson - Buemi - Nakajima   | 38              | Jackie Chan DC Racing Oreca 07-Gibson (LMP2) Tung - Laurent - Jarvis           | 13              | Vaillante Rebellion Oreca 07-Gibson (LMP2) Piquet Jr - Beche - Hansson         |
| 4    | 2                  | Porsche Team Porsche 919 Hybrid (LMP1) Bernhard - Hartley - Bamber           | 9              | Toyota Gazoo Racing Toyota TS050 Hybrid (LMP1) Lapierre - Kunimoto - López   | 13              | Vaillante Rebellion Oreca 07-Gibson (LMP2) Piquet Jr - Beche - Hansson         | 35              | Signatech Alpine Matmut Alpine A470-Gibson (LMP2) Panciatici - Ragues - Negrão |
| 5    | 9                  | Toyota Gazoo Racing Toyota TS050 Hybrid (LMP1) Lapierre - Kunimoto - López   | 31             | Vaillante Rebellion Oreca 07-Gibson (LMP2) Prost - Senna - Canal             | 35              | Signatech Alpine Matmut Alpine A470-Gibson (LMP2) Panciatici - Ragues - Negrão | 31              | Vaillante Rebellion Oreca 07-Gibson (LMP2) Prost - Senna - Canal               |

### Déroulement de la course

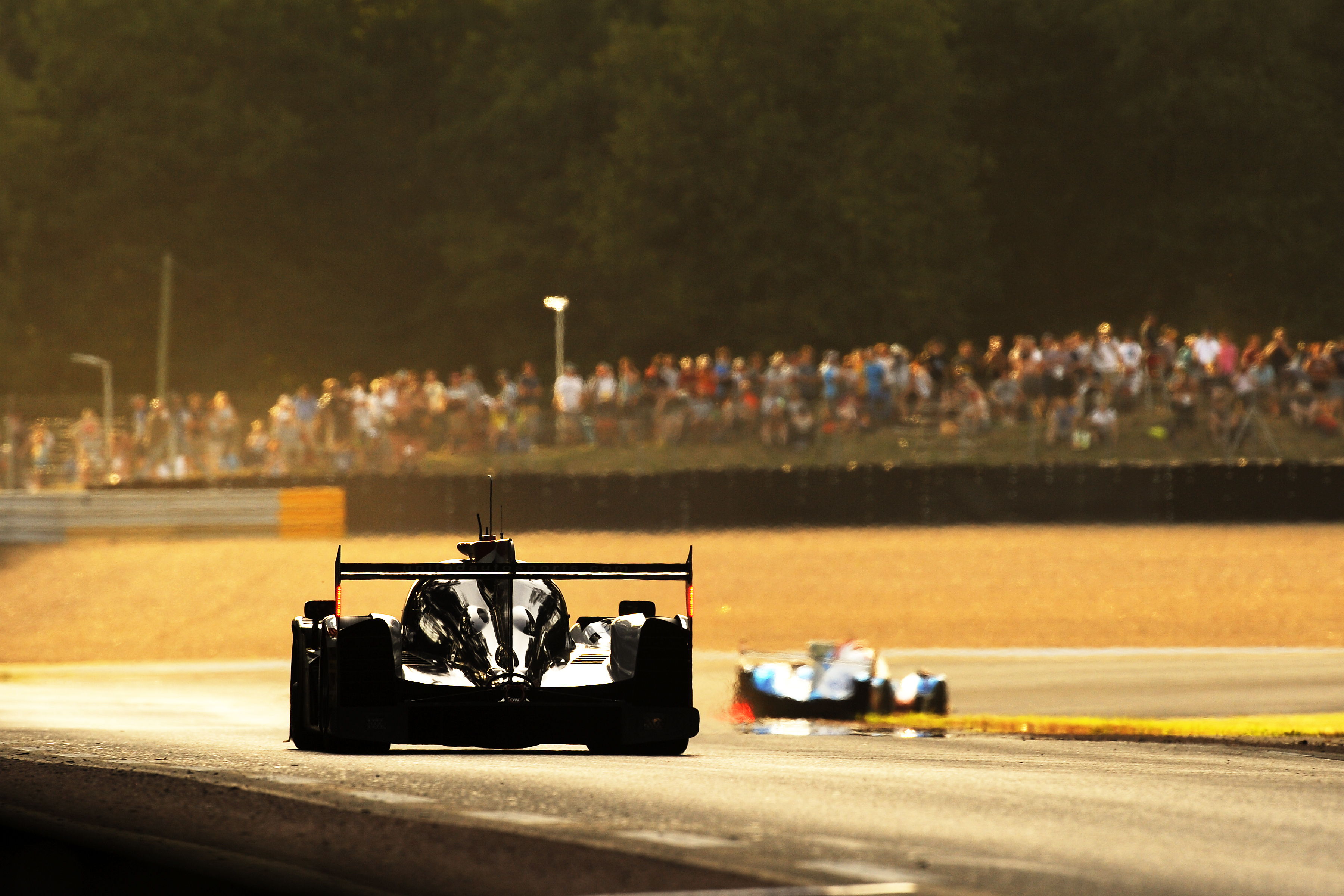
Édition ensoleillée.

Le départ a lieu à 15 h. Est annoncé la veille que le départ sera donné par Chase Carey, récent président du Formula One Group.
Lucas di Grassi, qui était engagé sur la Ferrari no 51 du AF Corse et qui a dû déclarer forfait à la suite d'une blessure à la cheville, est remplacé par le pilote italien Michele Rugolo.
La course se déroule sous des conditions de fortes chaleurs ; la pluie est absente de cette édition.
Dans le premier tour, la Porsche no 1 passe, pour le gain de la seconde place, la Toyota no 8. Celle-ci reprendra sa place lors des premiers ravitaillements.
Après 3 heures de courses, la Toyota no 7 a une trentaine de secondes d’avance sur la no 8 suivie à 5 secondes de la Porsche no 1. La Porsche no 2 est 25 secondes plus loin et la Toyota no 9 30 secondes derrière celle-ci.
Durant la 4e heure, la Porsche no 1 reprend la seconde place.
Le classement est alors : Toyota no 7 suivie un peu plus loin de la Porsche no 1 et la Toyota no 8, la Porsche no 2 puis la Toyota no 9 plus en retrait.
À 18 h 30, la Porsche no 2 s'arrête au stand pendant 1 heure et 5 minutes. Tout espoir d'un bon résultat semble perdu pour elle et la lutte déséquilibrée entre la Porsche no 1 seule contre les trois Toyota.
Le classement est alors : Toyota no 7, Porsche no 1, Toyota no 8, Toyota no 9. Alors que la Porsche no 2 est au stand.
La Toyota no 7 conserve une avance relativement confortable en tête alors qu'à 21 h 32, la no 8 reprend la seconde place à la Porsche no 1 puis creuse l'écart en se rapprochant de la no 7. La Toyota no 9 reste en retrait.
À 22 h 45, la Toyota no 8 est rentrée dans son stand avec une épaisse fumée au niveau des roues avant. La Porsche no 1 reprend la seconde place.
Le classement est alors : Toyota no 7, Porsche no 1 (avec un retard de 45 secondes à 23 h puis de 1 minute à minuit), Toyota no 9 à distance (à 2 tours à minuit). La Porsche no 2 est 36e à 18 tours à 23 h. La Toyota no 8 ne repartira qu'après près de deux heures d'arrêt.
À 0 h 44, à l'issue d'une période de neutralisation, la Toyota no 7 ne reprend pas de vitesse. Au contraire elle ne termine pas son tour avec un problème embrayage/boite de vitesse imputé à une incompréhension entre Vincent Capillaire (alors à pied) et Kamui Kobayashi (alors que celui-ci attendait le feu vert à la sortie des stands lors de la neutralisation).
Le classement est alors (écart à 1 h) : Porsche no 1, Toyota no 9 (à 1 tour), la Porsche no 2 est 21e à 18 tours et la Toyota no 8 est 54e à 29 tours.
À 1 h 29, la Toyota no 9 est percutée dans la ligne droite des stands par la Manor no 25 (LMP2). Elle poursuit son tour mais est trop endommagée pour le finir.
Le classement est alors (écart à 2 h) : Porsche no 1 suivie de 14 LMP2 à 8 tours et plus. La Porsche no 2 est 16e à 18 tours et la Toyota no 8 est 52e à 29 tours... La victoire semble promise à la Porsche no 1.
À 11 h 10 le dimanche matin, la Porsche no 1 est au ralenti à l'amorce des Hunaudières puis s'arrête définitivement à 11 h 23 entre la chicane Michelin et Mulsanne. La Porsche no 2 était alors 6e à 16 tours mais à seulement 3 tours de la LMP2 no 38 du Jackie Chan DC Racing qui a pris la tête.
Celle qui semblait perdue après 3 heures 30 de course reprend la tête peu avant la dernière heure de course pour l'emporter après 24 heures 1 minute et 14 secondes de course. La Toyota no 8 est la seule autre LMP1 à terminer la course en 8e position à 9 tours.

### Classement final de la course

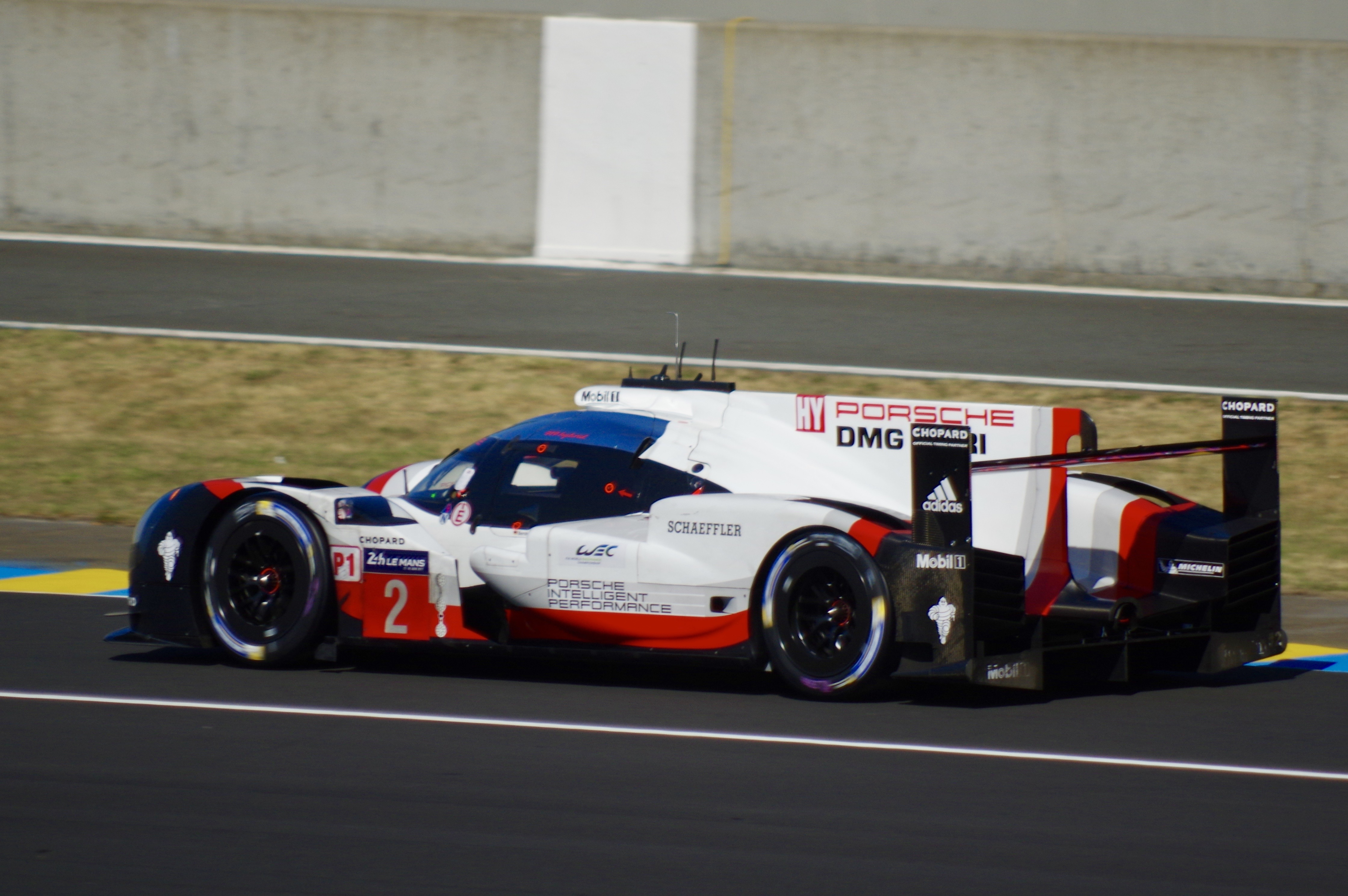
La Porsche 919 Hybrid, victorieuse de l'édition 2017.

Voici le classement officiel au terme de la course. Les premiers de chaque catégorie sont signalés par un fond jauni.
| Pos  | Classe    | no | Équipe                     | Pilotes                                                   | Châssis                       | Pneus | Tours |
| Pos  | Classe    | no | Équipe                     | Pilotes                                                   | Moteur                        | Pneus | Tours |
| ---- | --------- | -- | -------------------------- | --------------------------------------------------------- | ----------------------------- | ----- | ----- |
| 1    | LMP1      | 2  | Porsche LMP Team           | Timo Bernhard Brendon Hartley Earl Bamber                 | Porsche 919 Hybrid            | M     | 367   |
| 1    | LMP1      | 2  | Porsche LMP Team           | Timo Bernhard Brendon Hartley Earl Bamber                 | Porsche 2.0 L Turbo V4        | M     | 367   |
| 2    | LMP2      | 38 | Jackie Chan DC Racing      | Ho-Pin Tung Thomas Laurent Oliver Jarvis                  | Oreca 07                      | D     | 366   |
| 2    | LMP2      | 38 | Jackie Chan DC Racing      | Ho-Pin Tung Thomas Laurent Oliver Jarvis                  | Gibson GK428 4.2 L V8         | D     | 366   |
| 3    | LMP2      | 37 | Jackie Chan DC Racing      | David Cheng Tristan Gommendy Alex Brundle                 | Oreca 07                      | D     | 363   |
| 3    | LMP2      | 37 | Jackie Chan DC Racing      | David Cheng Tristan Gommendy Alex Brundle                 | Gibson GK428 4.2 L V8         | D     | 363   |
| 4    | LMP2      | 35 | Signatech Alpine Matmut    | Nelson Panciatici Pierre Ragues André Negrão              | Alpine A470                   | D     | 362   |
| 4    | LMP2      | 35 | Signatech Alpine Matmut    | Nelson Panciatici Pierre Ragues André Negrão              | Gibson GK428 4.2 L V8         | D     | 362   |
| 5    | LMP2      | 32 | United Autosports          | William Owen Hugo de Sadeleer Filipe Albuquerque          | Ligier JS P217                | D     | 362   |
| 5    | LMP2      | 32 | United Autosports          | William Owen Hugo de Sadeleer Filipe Albuquerque          | Gibson GK428 4.2 L V8         | D     | 362   |
| 6    | LMP2      | 40 | Graff                      | James Allen Richard Bradley Franck Matélli (de)           | Oreca 07                      | D     | 361   |
| 6    | LMP2      | 40 | Graff                      | James Allen Richard Bradley Franck Matélli (de)           | Gibson GK428 4.2 L V8         | D     | 361   |
| 7    | LMP2      | 24 | CEFC Manor TRS Racing      | Tor Graves Jonathan Hirschi Jean-Éric Vergne              | Oreca 07                      | D     | 360   |
| 7    | LMP2      | 24 | CEFC Manor TRS Racing      | Tor Graves Jonathan Hirschi Jean-Éric Vergne              | Gibson GK428 4.2 L V8         | D     | 360   |
| 8    | LMP1      | 8  | Toyota Gazoo Racing        | Sébastien Buemi Kazuki Nakajima Anthony Davidson          | Toyota TS050 Hybrid           | M     | 358   |
| 8    | LMP1      | 8  | Toyota Gazoo Racing        | Sébastien Buemi Kazuki Nakajima Anthony Davidson          | Toyota 2.4 L Turbo V6         | M     | 358   |
| 9    | LMP2      | 47 | Cetilar Villorba Corse     | Andrea Belicchi Roberto Lacorte Giorgio Sernagiotto       | Dallara P217                  | D     | 353   |
| 9    | LMP2      | 47 | Cetilar Villorba Corse     | Andrea Belicchi Roberto Lacorte Giorgio Sernagiotto       | Gibson GK428 4.2 L V8         | D     | 353   |
| 10   | LMP2      | 36 | Signatech Alpine Matmut    | Romain Dumas Gustavo Menezes Matthew Rao                  | Alpine A470                   | D     | 351   |
| 10   | LMP2      | 36 | Signatech Alpine Matmut    | Romain Dumas Gustavo Menezes Matthew Rao                  | Gibson GK428 4.2 L V8         | D     | 351   |
| 11   | LMP2      | 34 | Tockwith Motorsports       | Phil Hanson Nigel Moore Karun Chandhok                    | Ligier JS P217                | D     | 351   |
| 11   | LMP2      | 34 | Tockwith Motorsports       | Phil Hanson Nigel Moore Karun Chandhok                    | Gibson GK428 4.2 L V8         | D     | 351   |
| 12   | LMP2      | 17 | IDEC Sport Racing          | Patrice Lafargue Paul Lafargue David Zollinger            | Ligier JS P217                | M     | 344   |
| 12   | LMP2      | 17 | IDEC Sport Racing          | Patrice Lafargue Paul Lafargue David Zollinger            | Gibson GK428 4.2 L V8         | M     | 344   |
| 13   | LMP2      | 29 | Racing Team Nederland      | Rubens Barrichello Jan Lammers Frits van Eerd             | Dallara P217                  | D     | 344   |
| 13   | LMP2      | 29 | Racing Team Nederland      | Rubens Barrichello Jan Lammers Frits van Eerd             | Gibson GK428 4.2 L V8         | D     | 344   |
| 14   | LMP2      | 21 | DragonSpeed - 10 Star      | Henrik Hedman Felix Rosenqvist Ben Hanley                 | Oreca 07                      | D     | 343   |
| 14   | LMP2      | 21 | DragonSpeed - 10 Star      | Henrik Hedman Felix Rosenqvist Ben Hanley                 | Gibson GK428 4.2 L V8         | D     | 343   |
| 15   | LMP2      | 33 | Eurasia Motorsport         | Jacques Nicolet Pierre Nicolet Erik Maris                 | Ligier JS P217                | D     | 341   |
| 15   | LMP2      | 33 | Eurasia Motorsport         | Jacques Nicolet Pierre Nicolet Erik Maris                 | Gibson GK428 4.2 L V8         | D     | 341   |
| 16   | LMP2      | 31 | Vaillante Rebellion        | Bruno Senna Nicolas Prost Julien Canal                    | Oreca 07                      | D     | 340   |
| 16   | LMP2      | 31 | Vaillante Rebellion        | Bruno Senna Nicolas Prost Julien Canal                    | Gibson GK428 4.2 L V8         | D     | 340   |
| 17   | LMGTE Pro | 97 | Aston Martin Racing        | Darren Turner Jonathan Adam Daniel Serra                  | Aston Martin V8 Vantage GTE   | D     | 340   |
| 17   | LMGTE Pro | 97 | Aston Martin Racing        | Darren Turner Jonathan Adam Daniel Serra                  | Aston Martin 4.5 L V8         | D     | 340   |
| 18   | LMGTE Pro | 67 | Ford Chip Ganassi Team UK  | Harry Tincknell Andy Priaulx Pipo Derani                  | Ford GT                       | M     | 340   |
| 18   | LMGTE Pro | 67 | Ford Chip Ganassi Team UK  | Harry Tincknell Andy Priaulx Pipo Derani                  | Ford EcoBoost 3.5 L Turbo V6  | M     | 340   |
| 19   | LMGTE Pro | 63 | Corvette Racing            | Jan Magnussen Antonio García Jordan Taylor                | Chevrolet Corvette C7.R       | M     | 340   |
| 19   | LMGTE Pro | 63 | Corvette Racing            | Jan Magnussen Antonio García Jordan Taylor                | Chevrolet 5.5 L V8            | M     | 340   |
| 20   | LMGTE Pro | 91 | Porsche GT Team            | Richard Lietz Frédéric Makowiecki Patrick Pilet           | Porsche 911 RSR               | M     | 339   |
| 20   | LMGTE Pro | 91 | Porsche GT Team            | Richard Lietz Frédéric Makowiecki Patrick Pilet           | Porsche 4.0 L Flat-6          | M     | 339   |
| 21   | LMGTE Pro | 71 | AF Corse                   | Davide Rigon Sam Bird Miguel Molina                       | Ferrari 488 GTE               | M     | 339   |
| 21   | LMGTE Pro | 71 | AF Corse                   | Davide Rigon Sam Bird Miguel Molina                       | Ferrari F154CB 3.9 L Turbo V8 | M     | 339   |
| 22   | LMGTE Pro | 68 | Ford Chip Ganassi Team USA | Joey Hand Tony Kanaan Dirk Müller                         | Ford GT                       | M     | 339   |
| 22   | LMGTE Pro | 68 | Ford Chip Ganassi Team USA | Joey Hand Tony Kanaan Dirk Müller                         | Ford EcoBoost 3.5 L Turbo V6  | M     | 339   |
| 23   | LMGTE Pro | 69 | Ford Chip Ganassi Team USA | Ryan Briscoe Scott Dixon Richard Westbrook                | Ford GT                       | M     | 337   |
| 23   | LMGTE Pro | 69 | Ford Chip Ganassi Team USA | Ryan Briscoe Scott Dixon Richard Westbrook                | Ford EcoBoost 3.5 L Turbo V6  | M     | 337   |
| 24   | LMGTE Pro | 64 | Corvette Racing            | Oliver Gavin Tommy Milner Marcel Fässler                  | Chevrolet Corvette C7.R       | M     | 335   |
| 24   | LMGTE Pro | 64 | Corvette Racing            | Oliver Gavin Tommy Milner Marcel Fässler                  | Chevrolet 5.5 L V8            | M     | 335   |
| 25   | LMGTE Pro | 95 | Aston Martin Racing        | Nicki Thiim Marco Sørensen Richie Stanaway                | Aston Martin V8 Vantage GTE   | D     | 334   |
| 25   | LMGTE Pro | 95 | Aston Martin Racing        | Nicki Thiim Marco Sørensen Richie Stanaway                | Aston Martin 4.5 L V8         | D     | 334   |
| 26   | LMGTE Am  | 84 | JMW Motorsport             | Robert Smith Will Stevens Dries Vanthoor                  | Ferrari 488 GTE               | M     | 333   |
| 26   | LMGTE Am  | 84 | JMW Motorsport             | Robert Smith Will Stevens Dries Vanthoor                  | Ferrari F154CB 3.9 L Turbo V8 | M     | 333   |
| 27   | LMGTE Pro | 66 | Ford Chip Ganassi Team UK  | Stefan Mücke Olivier Pla Billy Johnson (en)               | Ford GT                       | M     | 332   |
| 27   | LMGTE Pro | 66 | Ford Chip Ganassi Team UK  | Stefan Mücke Olivier Pla Billy Johnson (en)               | Ford EcoBoost 3.5 L Turbo V6  | M     | 332   |
| 28   | LMGTE Am  | 55 | Spirit of Race             | Duncan Cameron Aaron Scott Marco Cioci                    | Ferrari 488 GTE               | M     | 331   |
| 28   | LMGTE Am  | 55 | Spirit of Race             | Duncan Cameron Aaron Scott Marco Cioci                    | Ferrari F154CB 3.9 L Turbo V8 | M     | 331   |
| 29   | LMGTE Am  | 62 | Scuderia Corsa             | Cooper MacNeil Bill Sweedler (de) Townsend Bell           | Ferrari 488 GTE               | M     | 331   |
| 29   | LMGTE Am  | 62 | Scuderia Corsa             | Cooper MacNeil Bill Sweedler (de) Townsend Bell           | Ferrari F154CB 3.9 L Turbo V8 | M     | 331   |
| 30   | LMGTE Am  | 99 | Beechdean AMR              | Andrew Howard Ross Gunn Oliver Bryant                     | Aston Martin V8 Vantage GTE   | D     | 331   |
| 30   | LMGTE Am  | 99 | Beechdean AMR              | Andrew Howard Ross Gunn Oliver Bryant                     | Aston Martin 4.5 L V8         | D     | 331   |
| 31   | LMGTE Am  | 61 | Clearwater Racing          | Weng Sun Mok (de) Keita Sawa (de) Matthew Griffin         | Ferrari 488 GTE               | M     | 330   |
| 31   | LMGTE Am  | 61 | Clearwater Racing          | Weng Sun Mok (de) Keita Sawa (de) Matthew Griffin         | Ferrari F154CB 3.9 L Turbo V8 | M     | 330   |
| 32   | LMP2      | 45 | Algarve Pro Racing         | Mark Patterson Matthew McMurry Vincent Capillaire         | Ligier JS P217                | D     | 330   |
| 32   | LMP2      | 45 | Algarve Pro Racing         | Mark Patterson Matthew McMurry Vincent Capillaire         | Gibson GK428 4.2 L V8         | D     | 330   |
| 33   | LMP2      | 27 | SMP Racing                 | Mikhaïl Aleshin Viktor Shaytar Sergey Sirotkin            | Dallara P217                  | D     | 330   |
| 33   | LMP2      | 27 | SMP Racing                 | Mikhaïl Aleshin Viktor Shaytar Sergey Sirotkin            | Gibson GK428 4.2 L V8         | D     | 330   |
| 34   | LMGTE Am  | 77 | Dempsey-Proton Racing      | Christian Ried Marvin Dienst (de) Matteo Cairoli          | Porsche 911 RSR (2016)        | D     | 329   |
| 34   | LMGTE Am  | 77 | Dempsey-Proton Racing      | Christian Ried Marvin Dienst (de) Matteo Cairoli          | Porsche 4.0 L Flat-6          | D     | 329   |
| 35   | LMGTE Am  | 90 | TF Sport                   | Salih Yoluc Euan Hankey Rob Bell                          | Aston Martin V8 Vantage GTE   | D     | 329   |
| 35   | LMGTE Am  | 90 | TF Sport                   | Salih Yoluc Euan Hankey Rob Bell                          | Aston Martin 4.5 L V8         | D     | 329   |
| 36   | LMGTE Am  | 98 | Aston Martin Racing        | Paul Dalla Lana Pedro Lamy Mathias Lauda                  | Aston Martin V8 Vantage GTE   | D     | 329   |
| 36   | LMGTE Am  | 98 | Aston Martin Racing        | Paul Dalla Lana Pedro Lamy Mathias Lauda                  | Aston Martin 4.5 L V8         | D     | 329   |
| 37   | LMGTE Am  | 93 | Proton Competition         | Patrick Long Mike Hedlund (de) Abdulaziz Al Faisal        | Porsche 911 RSR (2016)        | D     | 329   |
| 37   | LMGTE Am  | 93 | Proton Competition         | Patrick Long Mike Hedlund (de) Abdulaziz Al Faisal        | Porsche 4.0 L Flat-6          | D     | 329   |
| 38   | LMGTE Am  | 86 | Gulf Racing UK             | Michael Wainwright Ben Barker Nick Foster                 | Porsche 911 RSR (2016)        | D     | 328   |
| 38   | LMGTE Am  | 86 | Gulf Racing UK             | Michael Wainwright Ben Barker Nick Foster                 | Porsche 4.0 L Flat-6          | D     | 328   |
| 39   | LMP2      | 22 | G-Drive Racing             | Memo Rojas Ryō Hirakawa José Gutiérrez (en)               | Oreca 07                      | D     | 327   |
| 39   | LMP2      | 22 | G-Drive Racing             | Memo Rojas Ryō Hirakawa José Gutiérrez (en)               | Gibson GK428 4.2 L V8         | D     | 327   |
| 40   | LMGTE Am  | 60 | Clearwater Racing          | Richard Wee Álvaro Parente Hiroki Katoh                   | Ferrari 488 GTE               | M     | 327   |
| 40   | LMGTE Am  | 60 | Clearwater Racing          | Richard Wee Álvaro Parente Hiroki Katoh                   | Ferrari F154CB 3.9 L Turbo V8 | M     | 327   |
| 41   | LMGTE Am  | 54 | Spirit of Race             | Thomas Flohr Francesco Castellacci Olivier Beretta        | Ferrari 488 GTE               | M     | 326   |
| 41   | LMGTE Am  | 54 | Spirit of Race             | Thomas Flohr Francesco Castellacci Olivier Beretta        | Ferrari F154CB 3.9 L Turbo V8 | M     | 326   |
| 42   | LMGTE Am  | 83 | DH Racing                  | Tracy Krohn Niclas Jönsson Andrea Bertolini               | Ferrari 488 GTE               | M     | 320   |
| 42   | LMGTE Am  | 83 | DH Racing                  | Tracy Krohn Niclas Jönsson Andrea Bertolini               | Ferrari F154CB 3.9 L Turbo V8 | M     | 320   |
| 43   | LMP2      | 39 | Graff                      | Éric Trouillet (de) Enzo Guibbert James Winslow           | Oreca 07                      | D     | 318   |
| 43   | LMP2      | 39 | Graff                      | Éric Trouillet (de) Enzo Guibbert James Winslow           | Gibson GK428 4.2 L V8         | D     | 318   |
| 44   | LMGTE Am  | 65 | Scuderia Corsa             | Christina Nielsen Alessandro Balzan Bret Curtis           | Ferrari 488 GTE               | M     | 314   |
| 44   | LMGTE Am  | 65 | Scuderia Corsa             | Christina Nielsen Alessandro Balzan Bret Curtis           | Ferrari F154CB 3.9 L Turbo V8 | M     | 314   |
| 45   | LMP2      | 49 | ARC Bratislava             | Miroslav Konôpka Konstantīns Calko (en) Rik Breukers (nl) | Ligier JS P217                | M     | 314   |
| 45   | LMP2      | 49 | ARC Bratislava             | Miroslav Konôpka Konstantīns Calko (en) Rik Breukers (nl) | Gibson GK428 4.2 L V8         | M     | 314   |
| 46   | LMGTE Pro | 51 | AF Corse                   | James Calado Alessandro Pier Guidi Michele Rugolo         | Ferrari 488 GTE               | M     | 312   |
| 46   | LMGTE Pro | 51 | AF Corse                   | James Calado Alessandro Pier Guidi Michele Rugolo         | Ferrari F154CB 3.9 L Turbo V8 | M     | 312   |
| 47   | LMP2      | 43 | Keating Motorsports        | Ben Keating Ricky Taylor Jeroen Bleekemolen               | Riley Mk. 30                  | M     | 312   |
| 47   | LMP2      | 43 | Keating Motorsports        | Ben Keating Ricky Taylor Jeroen Bleekemolen               | Gibson GK428 4.2 L V8         | M     | 312   |
| 48   | LMGTE Am  | 50 | Larbre Compétition         | Romain Brandela Christian Philippon Fernando Rees         | Chevrolet Corvette C7.R       | M     | 309   |
| 48   | LMGTE Am  | 50 | Larbre Compétition         | Romain Brandela Christian Philippon Fernando Rees         | Chevrolet 5.5 L V8            | M     | 309   |
| Abd. | LMP1      | 1  | Porsche LMP Team           | Neel Jani Nick Tandy André Lotterer                       | Porsche 919 Hybrid            | M     | 318   |
| Abd. | LMP1      | 1  | Porsche LMP Team           | Neel Jani Nick Tandy André Lotterer                       | Porsche 2.0 L Turbo V4        | M     | 318   |
| Abd. | LMP2      | 23 | Panis-Barthez Competition  | Fabien Barthez Timothé Buret Nathanaël Berthon            | Ligier JS P217                | M     | 296   |
| Abd. | LMP2      | 23 | Panis-Barthez Competition  | Fabien Barthez Timothé Buret Nathanaël Berthon            | Gibson GK428 4.2 L V8         | M     | 296   |
| Abd. | LMP2      | 28 | TDS Racing                 | François Perrodo Emmanuel Collard Matthieu Vaxivière      | Oreca 07                      | D     | 213   |
| Abd. | LMP2      | 28 | TDS Racing                 | François Perrodo Emmanuel Collard Matthieu Vaxivière      | Gibson GK428 4.2 L V8         | D     | 213   |
| Abd. | LMGTE Pro | 92 | Porsche GT Team            | Michael Christensen Kévin Estre Dirk Werner               | Porsche 911 RSR               | M     | 179   |
| Abd. | LMGTE Pro | 92 | Porsche GT Team            | Michael Christensen Kévin Estre Dirk Werner               | Porsche 4.0 L Flat-6          | M     | 179   |
| Abd. | LMP1      | 9  | Toyota Gazoo Racing        | José María López Nicolas Lapierre Yuji Kunimoto           | Toyota TS050 Hybrid           | M     | 160   |
| Abd. | LMP1      | 9  | Toyota Gazoo Racing        | José María López Nicolas Lapierre Yuji Kunimoto           | Toyota 2.4 L Turbo V6         | M     | 160   |
| Abd. | LMP1      | 7  | Toyota Gazoo Racing        | Mike Conway Kamui Kobayashi Stéphane Sarrazin             | Toyota TS050 Hybrid           | M     | 154   |
| Abd. | LMP1      | 7  | Toyota Gazoo Racing        | Mike Conway Kamui Kobayashi Stéphane Sarrazin             | Toyota 2.4 L Turbo V6         | M     | 154   |
| Abd. | LMP2      | 25 | CEFC Manor TRS Racing      | Roberto González Simon Trummer Vitaly Petrov              | Oreca 07                      | D     | 152   |
| Abd. | LMP2      | 25 | CEFC Manor TRS Racing      | Roberto González Simon Trummer Vitaly Petrov              | Gibson GK428 4.2 L V8         | D     | 152   |
| Abd. | LMGTE Pro | 82 | Risi Competizione          | Giancarlo Fisichella Toni Vilander Pierre Kaffer          | Ferrari 488 GTE               | M     | 72    |
| Abd. | LMGTE Pro | 82 | Risi Competizione          | Giancarlo Fisichella Toni Vilander Pierre Kaffer          | Ferrari F154CB 3.9 L Turbo V8 | M     | 72    |
| Abd. | LMP2      | 26 | G-Drive Racing             | Roman Rusinov Pierre Thiriet Alex Lynn                    | Oreca 07                      | D     | 20    |
| Abd. | LMP2      | 26 | G-Drive Racing             | Roman Rusinov Pierre Thiriet Alex Lynn                    | Gibson GK428 4.2 L V8         | D     | 20    |
| Abd. | LMGTE Am  | 88 | Proton Competition         | Stéphane Lémeret Klaus Bachler Khaled Al Qubaisi          | Porsche 911 RSR (2016)        | D     | 18    |
| Abd. | LMGTE Am  | 88 | Proton Competition         | Stéphane Lémeret Klaus Bachler Khaled Al Qubaisi          | Porsche 4.0 L Flat-6          | D     | 18    |
| Abd. | LMP1      | 4  | ByKolles Racing            | Oliver Webb Dominik Kraihamer Marco Bonanomi              | Enso CLM P1/01                | M     | 7     |
| Abd. | LMP1      | 4  | ByKolles Racing            | Oliver Webb Dominik Kraihamer Marco Bonanomi              | Nismo VRX30A 3.0 L Turbo V6   | M     | 7     |
| Dsq. | LMP2      | 13 | Vaillante Rebellion        | Nelson Piquet Jr Mathias Beche David Heinemeier Hansson   | Oreca 07                      | D     | 364   |
| Dsq. | LMP2      | 13 | Vaillante Rebellion        | Nelson Piquet Jr Mathias Beche David Heinemeier Hansson   | Gibson GK428 4.2 L V8         | D     | 364   |

## Record du tour
- Meilleur tour en course : Sébastien Buemi sur Toyota TS050 Hybrid en 3 min 18 s 604[19].

## Anecdotes
À l'occasion de cette édition 2017, Ford France a lancé un compte Twitter spécifique baptisé Ford Predictive Tweets. Plus de 10 000 messages avaient été envoyé sur le compte quelques semaines avant la course pour balayer tous les évènements possibles. Durant l'épreuve, tout ce qui ne s'était pas réellement déroulé en piste a été effacé pour ne laisser apparaître que les commentaires valides - publiés avec des semaines d'avance. L'œuvre rédactionnelle avait été réalisée par Alexandre Stricher pour Ford France, avec GTB Paris et Ogilvy Paris. Le concept a remporté un Clio Sports Gold 2018 et deux Epica Awards 2017 (Silver en Online Social Networks et Bronze en Online Campains - Automotive).